# Benjamin Berger
Benjamin Berger (* 4. März 1986 in Schwedt/Oder) ist ein deutscher Schauspieler, Regisseur und Dozent.

## Leben
Benjamin Berger stammt aus einer Arbeiterfamilie und wuchs in den 1990er-Jahren in Schwedt/Oder auf. Er absolvierte seine Schauspielausbildung von 2004 bis 2009 an der Hochschule für Musik und Theater „Felix Mendelssohn Bartholdy“ Leipzig. Im Rahmen des Studiums spielte er in der Spielzeit 2007/2008 am neuen theater Halle unter anderem in den Stücken Fight Club und Feuchtgebiete. Von 2009 bis 2011 war er am Deutschen Theater in Göttingen engagiert. Mit Beginn der Spielzeit 2011/12 wechselte er ins Ensemble des Badischen Staatstheaters Karlsruhe, bevor er 2013 zum Ensemble des Theater Bonn wechselte.
2015 wurde er für seine  Leistungen nominiert als:
- Nachwuchsschauspieler des Jahres 2015 in Theater Heute
- Bester Nachwuchskünstler NRW in der Kritikerumfrage der „Welt“

2017 arbeitete Benjamin Berger erstmalig als Gastdozent für Schauspiel an der Hochschule für Musik und Theater „Felix Mendelssohn Bartholdy“ Leipzig. Seit 2019 ist er Dozent für Bühnenschauspiel an der Filmuniversität Babelsberg Konrad Wolf.
Seit der Spielzeit 2023/24 leitet er die Sparte „Partizipatives Theater/Bürgerbühne“ am Theater Brandenburg an der Havel.

## Filmografie
- 2006: KiKa-Krimi Bunte Bonbons (Fernsehfilm, Regie: Hajo Gies)
- 2009: Genie! Freiheit! Leidenschaft! (Doku-Fiction, Regie: Dag Freyer)
- 2017: Finding Soul (Kurzfilm, Regie: Lino Seyfried)
- 2018: f.38 (Kurzfilm, KHM Köln, Regie: Daniel Ohrem)
- 2018: serial nurse (Kurzfilm, HMTM Hannover, Regie: Renja Schmakeit)
- 2018: Single Diaries (Webserie, Sat1, Sixx Regie: Sascha El Waraki)
- 2018: Nachtschwestern (Serie, RTL, Regie: Chris Heininger)
- 2019: Rentnercops (Serie, ARD, Regie: Thomas Durchschlag)
- 2019: Nachtschwestern (Serie, RTL, Regie: Chris Heininger)
- 2020: Schlussklappe (Kino, Regie: Niclas Mehne)
- 2021: Sauna (Kino, Auswahl Achtung Berlin Filmfestival, Regie: Marcos Dueñas Paredes)
- 2022: Großstadtrevier (Serie, ARD, Regie: Stephanie Stoecker)
- 2022: Geisterpatienten (ARD/Degeto, Regie: Till Endemann)
- 2023: Die Pfefferkörner (ARD Regie: Phillip Scholz)
- 2024: SOKO Hamburg: Tödliche Tradition (ZDF, Regie: Phillipp Klinger)

## Regiearbeiten
- 2024 „Endloser Sommer“ (UA) von Benjamin Berger Theater Brandenburg an der Havel
- 2025 „Wie im Himmel“ nach dem Film von Kay Pollak Theater Brandenburg an der Havel

## Hörspiele
- 2013: E. M. Cioran: Vom Nachteil, geboren zu sein – Regie: Kai Grehn (Hörspiel – SWR)

## Rollen aus Schauspieler (Auswahl)
- Ottokar in Die Familie Schroffenstein von Heinrich von Kleist (Regie: Thomas Bischoff)
- Werther in Die Leiden des jungen Werther von Johann Wolfgang von Goethe (Regie: Mirja Biel)
- Edgar in King Lear von William Shakespeare (Regie: Mark Zurmühle)
- Nickel in Rummelplatz von Werner Bräunig (Regie: Christina Friedrich)
- Carl Wertheimer in Die Mittagsfrau von Julia Frank UA (Regie: Volker Hesse)
- Anatol in Anatol von Arthur Schnitzler (Regie: Sebastian Schug)
- Leonce in Leonce und Lena (Regie: Mirja Biel)
- Serge in Kunst von Yasmina Reza (Regie: Jens Groß)
- Michael in Das Fest (Regie: Martin Nimz)
- Friedrich in Waffenschweine (Regie: Volker Lösch)
- Konstantin in Bilder von uns (Regie: Alice Buddeberg)
- Tybalt in Romeo und Julia (Regie: Laura Linnenbaum)